# César de Alencar
Hermelindo César de Alencar Mattos (Fortaleza, 6 de junho de 1917 — Rio de Janeiro, 14 de janeiro de 1990), mais conhecido como César de Alencar, foi radialista, empresário, cantor, compositor, ator de cinema e apresentador de televisão brasileiro.

## Biografia
Começou sua carreira no ano de 1939, na emissora carioca Rádio Clube do Brasil, mudando-se em 1945 para a Rádio Nacional onde atuou em narrações e em comerciais, com pequenas participações em radionovelas como Feche a Porta do Destino ou Uma Sombra em Minha Vida e, com a saída de Paulo Gracindo da Nacional, passou a ter seu próprio programa aos sábados logo vindo a se tornar sua principal atração e contando com a estrela Emilinha Borba.
A partir de 1948 gravou em disco várias vezes, em parcerias com Marlene e Emilinha e em 1954 sua canção "Se Você Pensa", um samba, foi gravado por Cauby Peixoto; em 1956 Nora Ney gravou o samba de sua autoria, "Eu vivo tão só". Neste mesmo ano, impulsionado pelo sucesso no Rádio, inaugurou no bairro de Copacabana a casa noturna "A Cantina do César", na qual as grandes atrações da Nacional se apresentavam, a exemplo de Dolores Duran ou Julie Joy.
Apresentou o Programa de César de Alencar, na TV Excelsior.

## Colaboracionismo com a ditadura e ostracismo
Com o golpe militar de 1964 a carreira de Alencar decaiu; ele havia declarado à emissora que participaria da colaboração ao regime de exceção instalado no país, delatando diversos colegas supostamente envolvidos com atividades políticas — o que foi corroborado em depoimentos de Mário Lago e Gerdal dos Santos.
Alencar teria chegado a delatar cento e quarenta pessoas que trabalhavam na Rádio Nacional, contribuindo assim para o crescimento do número de presos políticos que levaram o regime a transformar navios em prisões.
Em entrevista ao Jornal do Brasil publicada em 19 de abril de 1964, Alencar respondeu que a versão sobre ter delatado colegas foi plantada na imprensa pela colunista de Ultima Hora Thereza Cesario Alvim. Apesar disso, Alencar defendeu que comunistas deveriam ser afastados da Rádio Nacional e que os afastamentos de funcionários não foram efetuados ou solicitados por ele mas sim pelo novo interventor da rádio Mário Neiva.
Embora em depoimentos tenha negado veementemente haver denunciado colegas, chegando a afirmar que "desafio a quem quiser provar em contrário", o Inquérito Policial Militar de número 14-949 da 22ª Vara Criminal da ainda Estado da Guanabara traz seu depoimento espontâneo prestado no dia 25 de maio de 1964 junto à Diretoria de Costa e Artilharia Antiaérea, onde reclama que "elementos reconhecidamente esquerdizantes" frequentavam a emissora onde trabalhava, citando nomes, além de Lago e Gerdal, os de Oduvaldo Viana, Heitor dos Prazeres, Nora Ney, Dias Gomes, Gracindo Júnior, Waldir Fiori, Carlos Carrier, entre outros.
Da mesma forma na Revista do Rádio de 16 de maio de 1964 ele declarou, numa matéria intitulada "César de Alencar afirma: depredaram a Rádio Nacional e levaram dois carros", que "eu e alguns artistas entendemos que, como cidadãos e patriotas, não poderíamos fugir a uma definição e, muito menos, a uma tomada de posição ativa, no momento certo, em defesa da democracia. Assim, conspiramos. Sim, porque já era preciso conspirar para defender Constituição, a ordem, a hierarquia e a fé cristã, no Brasil." Alencar, então presidente da Associação Beneficente da Empregados da Rádio Nacional (Aberna) e apoiador de Carlos Lacerda (a quem chamava de "futuro presidente do Brasil"), colaborou com o novo regime esperando ser nomeado para a diretoria da Rádio Nacional. Apesar de ter sido nomeado interventor na Rádio Nacional entre 1 e 2 de março de 1964, acabou sendo preterido.
A partir de então teve sua imagem desgastada a ponto de o programa que apresentava na Rádio Nacional vir a ser extinto; tentou o retorno algumas vezes, mas sem o antigo carisma, caiu no ostracismo até sua morte.